# Hans Jákupsson Debes
Hans Jákupsson Debes (geboren am 14. Juli 1722; gestorben am 14. Juni 1769 in Sandavágur) war von 1752 bis 1769 Løgmaður der Färöer.
Hans Jákupsson stammte aus Oyri und war seit 1751 mit Rachel Weyhe, einer Tochter des Løgmaður Sámal Pætursson Lamhauge, verheiratet. Das Ehepaar hatte fünf Kinder und lebte auf dem Amtssitz des Løgmaður in Sandavágur. 
Zunächst war Debes nur stellvertretender Løgmaður gewesen, doch als sein Schwiegervater starb, wurde er sein Amtsnachfolger.
Debes war, wie alle Träger dieses Namens auf den Färöern, ein Nachfahre der Schwester von Lucas Debes.